# Distrito de Puerto Eten
El distrito de Puerto Eten es uno de los veinte que conforman la provincia de Chiclayo, ubicada en el departamento de Lambayeque en el Norte de Perú.  Limita por el Norte, el Este y el Sur, con el distrito de Eten; y, por el Oeste con el océano Pacífico.
Desde el punto de vista jerárquico de la Iglesia católica, forma parte de la Diócesis de Chiclayo.

## Historia

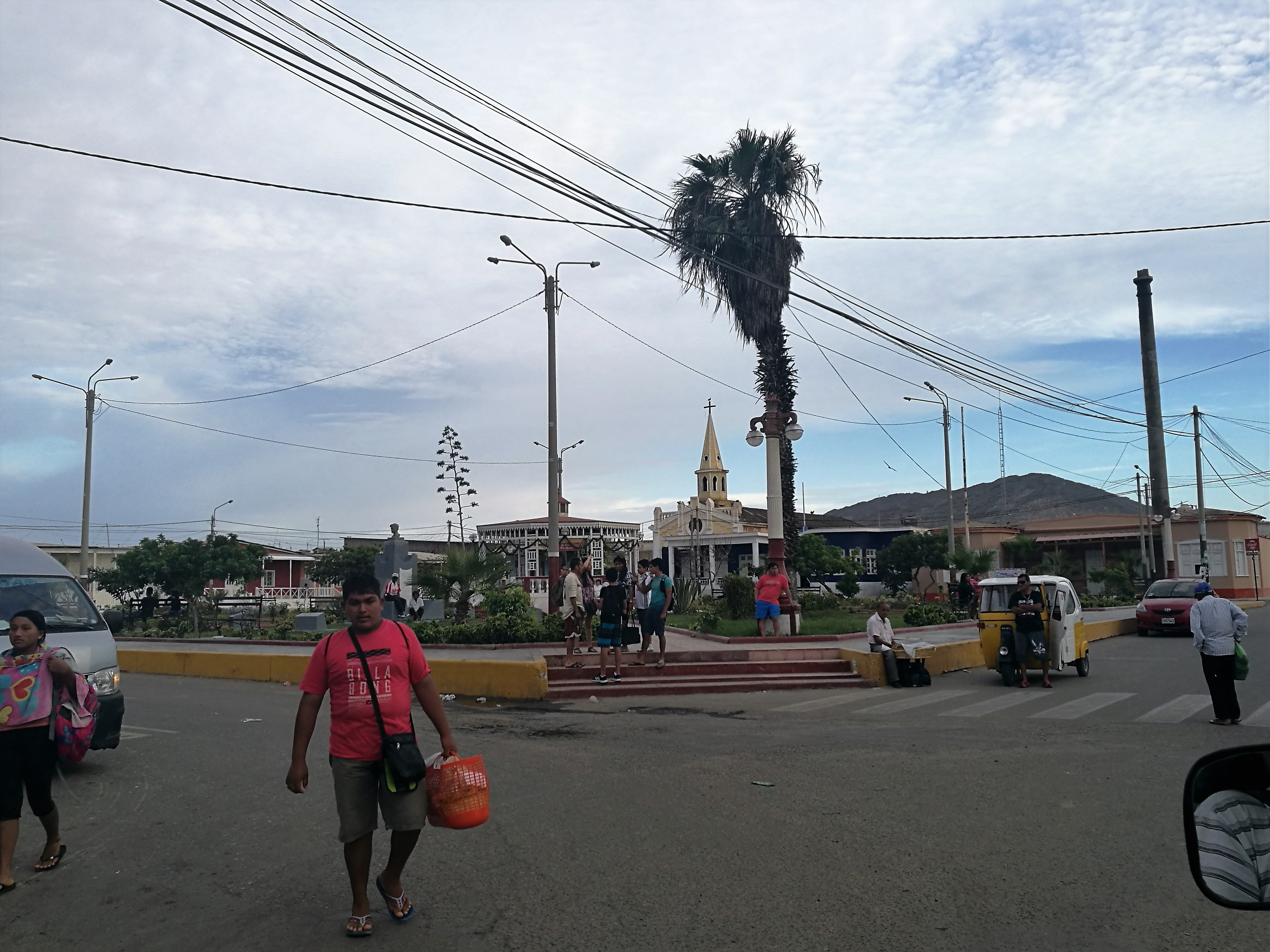
Plaza Mayor de Puerto Eten, la capital distrital.

El distrito fue creado durante el gobierno del presidente José Pardo y Barreda, por Ley N.º 448 del 19 de diciembre de 1906 siendo impulsada esta ley por el diputado por Lambayeque Augusto F. León Paredes, quien luego fuera su alcalde en el periodo de 1913-1914 y Superintendente del Ferrocarril. Su creación se debió a la creciente actividad portuaria de la época. Desde fines del siglo XIX el puerto de Eten contó con un muelle de hierro y madera y una red ferroviaria que se empleaban en la exportación de azúcar de los ingenios en Tumán y Pucalá. Desde la estación central en Chiclayo -hoy es el Centro Cívico- otras líneas iban a Ferreñafe y Lambayeque. El transporte de pasajeros y carga alcanzó importancia hasta que poco a poco se desactivó el ferrocarril en 1966.

### Creación
El distrito fue creado durante el gobierno del presidente José Pardo y Barreda, por ley 448 del 19 de diciembre de 1906, debido a la creciente actividad portuaria de la época.

## Geografía
Su extensión es de 14,48 km² y es llano y presenta suaves ondulaciones que son interrumpidas por el cerro conocido como Morro de Eten, hacia el sur.

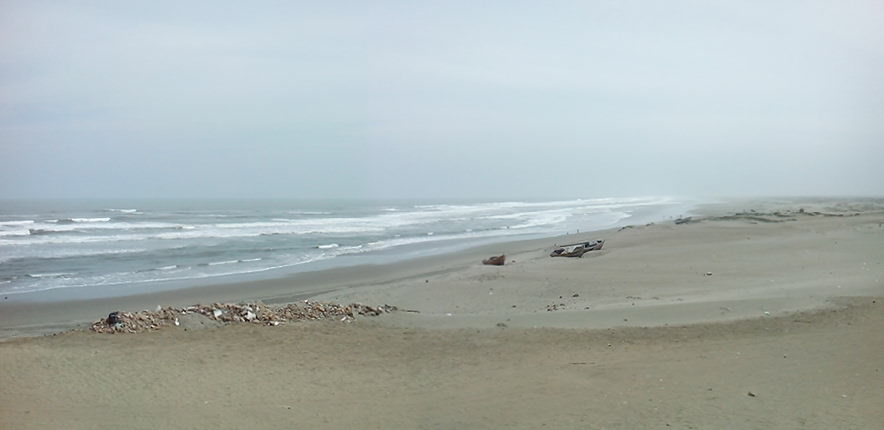
Playa en Puerto Eten.

### Localización
Está ubicado a orillas del mar Peruano, y rodeado por el Distrito de Eten; a 20 km de la ciudad de Chiclayo. Su territorio se encuentra en la región chala y frente a las costas del mar. 
| Noroeste: Océano Pacífico | Norte: Eten | Noreste: Eten |
| Oeste: Océano Pacífico    |             | Este: Eten    |
| Suroeste: Océano Pacífico | Sur: Eten   | Sureste: Eten |

## Población
Alberga una población de 10,200 habitantes, según censo del año 2007. Actualmente según fuente INEI cuenta con una población de 2,238 habitantes, de los cuales el 100% están ubicados en el casco urbano del distrito. Esta población tiene insatisfacción de necesidades básicas como lo son: desagüe
La población es totalmente urbana, tendencia que se registra desde 1940, actualmente el nivel de urbanización alcanzado es de 100% según el censo del 2007 del INEI. Debido a su ubicación geográfica y por concentrar el área urbana los mejores servicios básicos y sociales, la tendencia de urbanización tiende a incrementarse en el futuro por el crecimiento de la ciudad de Chiclayo por el lado oeste de nuestra provincia. La Municipalidad Provincial de Chiclayo (algunas otras entidades como INICAM, inclusive el gobierno regional, viene haciendo los estudios para la formulación del Plan de Acondicionamiento Territorial y el Plan de Desarrollo Urbano Ambiental de la provincia de Chiclayo en la que se incluye a Puerto Eten dentro de la metrópolis Chiclayana, haciendo hincapié que el distrito de Puerto Eten podría integrarse a la ciudad de Chiclayo por estar conectado directamente a esta provincia a través de sus vías de comunicación y otros aspectos como el comercial.
La propuesta que promueve la Gerencia de Urbanismo a través del PAT - PDUA pretende consolidar la inercial unificación urbana de Chiclayo con sus ciudades "satélites" (Lambayeque - Pomalca - Reque - Monsefú - Ciudad Eten - Pimentel - Puerto Eten - Picsi) en la perspectiva de constituir una gran metrópoli.

### Clima
Su clima es húmedo, fresco y sin lluvias, por lo general sus vientos son moderados. Son escasos, ya que no presenta demasiadas tierras agrícolas. La flora se ve representada por la presencia de grama salada.
Puerto Eten con sus hermosas playas y las ciudades de Ciudad Eten, Monsefú, Santa Rosa y Reque rodeadas de bellas campiñas cruzadas por el Río Reque en serpenteante recorrido hasta alcanzar el mar forman un circuito turístico de interés recreativo, gastronómico, artesanal y religioso al que concurre mucha gente durante todo el año.

## Recursos naturales
Son escasos, ya que no presenta demasiadas tierras agrícolas, sin embargo una zona del norte es posible apreciar humedales que conforman parte de los Humedales de Eten que comparte con el vecino distrito que sirven de refugio para aves migratorias. La flora se ve representada por la presencia de grama salada. 
Su fauna marítima es destacable. Al sur del morro y accesible desde la carretera asfaltada que une el puerto con Chiclayo, una trocha permitía acceder a la llamada Playa de Lobos. Era posible ver a decenas de estos mamíferos reposando al sol sobre una playa pedregosa; bandadas de gaviotas también habían hecho del área su hábitat.

## Hitos urbanos
Su Plaza Principal se denomina "Juan Mejía Baca", en cuyo centro se encuentra la Pérgola, que data de 1908, reconstruida a fines de la década del 90.
Cuenta con varias instituciones educativas como la IE José Antonio García y García.

### Terminal multimodal
Desde que el explorador ferreñafano Mesones Muro descubrió el abra Porculla, que es el paso más bajo (2144 m s. n. m.) al lado oriental de los Andes, los lambayecanos tienen el sueño de construir una moderna terminal marítima en el Puerto de Eten. Ello es factible dado que combinando la ruta terrestre hasta Yurimaguas -punto navegable del río Marañón- se hace realidad la ruta transcontinental que tiene a Belém do Pará en el extremo del Atlántico. Este sueño está cada vez más cercano ahora que otros grandes proyectos como el de Olmos han sido encaminados.

### Muelle y Malecón de Puerto Eten
Desde fines del siglo XIX el puerto de Eten contó con un muelle de hierro y madera y una red ferroviaria que se empleaban en la exportación de azúcar de los ingenios en Tumán y Pucalá. Desde la estación central en Chiclayo -hoy es el Centro Cívico- otras líneas iban a Ferreñafe y Lambayeque. El transporte de pasajeros y carga alcanzó importancia hasta que poco a poco se desactivó el ferrocarril en 1966.
Con la construcción del Malecón que se ha iniciado en enero del 2014 y con una extensión de 1,2 km de longitud × 36 m de ancho, Puerto Eten tendrá uno de los malecones más grandes y modernos del norte del Perú, contribuyendo al turismo de este distrito y del departamento de Lambayeque; cabe mencionar que Puerto Eten cuenta con una de las más hermosas Playas del Departamento de Lambayeque y del norte del Perú. Con fecha 1 de agosto de 2017 lamentablemente el malecón luce abandonado y descuidado por las autoridades de turno.

## Autoridades

### Municipales
- 2015-2018[2]
  - Alcalde:  Mario Alberto Pasco Rentería, del Partido Humanista Peruano (PHP).
  - Regidores:  (PHP)Soledad Bossio Alavarez,Jhony Alain Ñiquen Renteria,,Karin Noelia Ñiquen Espinoza,Juan Ruperto Castellanos Gonzales (PHP),Jorge Chancafe
- 2011 - 2014
  - Alcalde: Jaime Nicolás Contreras Rivas, del Movimiento Regional De las Manos Limpias (ML).[3]
  - Regidores: Blanca Mercedes Cabrejos Alemán (ML), Juana Clotilde Urcia Chirinos Vda. de Palmi (ML), 	Ewerd Wilson Díaz Periche (ML), Luis Enrique Baca Castañeda (ML), Víctor Manuel Rumiche Bernal (Partido Aprista Peruano).
- 2007 - 2010
  - Alcalde:

### Policiales
- Comisaría 
  - Comisarioː Capitán PNP José Díaz Gonzales.[4]

### Religiosas
- Diócesis de Chiclayo[5]
  - Obispo de Chiclayo: Mons. Robert Francis Prevost, OSA[6]
- ̈Parroquia[7]
  - Párrocoː Pbro. Gabriel García.

## Festividades
- Agostoː Nuestra Señora del Perpetuo Socorro
- Octubreː Señor de los Milagros
- Noviembre: San Judas Tadeo
- Diciembre: Fiesta de la Virgen de la Purísima Concepción.